# ستيفن برادلي (متسابق الحدث)
ستيفن برادلي (بالإنجليزية: Stephen Bradley) هو متسابق الحدث أمريكي، ولد في 1962.

## وصلات خارجية
- الموقع الرسمي
- ستيفن برادلي على موقع أوليمبيديا (الإنجليزية)